# Sartidia
Sartidia és un gènere de plantes de la família de les poàcies, ordre de les poals, subclasse de les commelínides, classe de les liliòpsides, divisió dels magnoliofitins.

## Taxonomia
- S. angolensis
- S. jucunda
- S. perrieri
- S. vanderystii